# Cryptocarya sublanuginosa
Cryptocarya sublanuginosa är en lagerväxtart som beskrevs av Kostermans. Cryptocarya sublanuginosa ingår i släktet Cryptocarya och familjen lagerväxter. Inga underarter finns listade i Catalogue of Life.